# Hybrid Memory Cube
Hybrid Memory Cube (HMC) — перспективный тип компьютерной оперативной памяти, разработанный в начале 2010-х годов консорциумом компаний в составе: Samsung, Micron Technology, ARM, Hewlett-Packard, Microsoft, Altera, Xilinx.
HMC использует трёхмерную микросборку из нескольких (от 4 до 8) чипов DRAM-памяти, выполненную при помощи технологии сквозных межкремниевых соединений (англ. through-silicon vias) и микроконтактных выводов microbump. По сравнению с классическими чипами DRAM (SDRAM), используется больше банков памяти. Контроллер памяти интегрирован в микросборку в качестве отдельного логического кристалла. HMC использует стандартные ячейки памяти, но её интерфейс несовместим с реализациями DDR2 или DDR3.
Технология получила награду в номинации «за лучшую новую технологию» от аналитиков The Linley Group в 2011 году.
Первая версия спецификации HMC 1.0 была опубликована в апреле 2013 года. В соответствии с ней HMC использует каналы из 8 или 16 полнодуплексных дифференциальных последовательных линий, каждая линия работает со скоростью в 10, 12,5 либо 15 Гбит/с. Микросборка HMC называется «куб» (cube); несколько кубов могут соединяться друг с другом, образуя сеть размером до 8 кубов. Некоторые каналы используются в такой сети для прямой связи между кубами. Типичный куб с 4 каналами представляет собой микросборку размером 31×31×3,8 мм и имеет 896 выводов BGA.
Канал из 16 линий, работающих на 10 Гбит/с, имеет пропускную способность в 40 ГБ/с (20 ГБ/с на приём и 20 ГБ/с на передачу); планируются кубы с 4 или 8 такими каналами. Эффективность использования пропускной способности составляет 33—50 % для пакетов размером 32 байта и 45—85 % для пакетов в 128 байт.
Как сообщалось на конференции HotChips 23 в 2011 году, первое поколение демонстрационных кубов HMC, собранное из 4 кристаллов DRAM памяти (50 нм) и одного 90-нм кристалла логики, имело объём 512 МБ и размер 27×27 мм. Для питания использовалось напряжение 1,2 В, энергопотребление составило 11 Вт.
Altera объявила о совместимости с HMC своих программируемых микросхем 10-го поколения (Arria 10, Stratix 10). Возможно использование до 16 трансиверов на линк. Первым процессором, использующим HMC-память, стал объявленный в 2014 году Fujitsu Sparc64 XIfx (использовался в суперкомпьютерах PRIMEHPC FX100).
В ноябре 2014 года была представлена вторая версия спецификации HMC, позже она была обновлена до версии 2.1. Во второй версии HMC вдвое увеличена плотность и пропускная способность, предложены способы создания чипов из 8 кристаллов DRAM памяти и одного кристалла логики с применением 3DI и TSV; скорости линков — 12,5, 15, 25, 28 и 30 Гбит/с; ширина линка — 4, 8 или 16 пар, 2 или 4 линка на микросборку; изменён логический протокол, расширена поддержка атомарных операций.
Третья версия стандарта ожидалась в 2016 году.